# Ion Babici
Ion Babici (n. 20 iunie 1935, Baia Sprie) este un istoric român, specialist al perioadei contemporane interbelice.

## Viața și activitatea
Educația și-a format-o în cadrul învățământului secundar de la Baia Mare, urmând apoi cursurile Universității din Cluj. În anul 1968 a obținut doctoratul în istorie, devenind cercetător principal la Institutul de studii istorice și social-politice al Partidului Comunist Român și conferențiar universitar la Academia Ștefan Gheorghiu. De-a lungul activității sale științifice, publică mai ales studii asupra tradiției internaționaliste a partidului, vorbind și despre mișcarea antifascistă sau luptele greviste ale României interbelice.

## Opera
- Solidaritate militantă antifascistă 1933-1939, București, 1972.
- Tradiții și solidaritate internaționalistă ale PCR, București, 1973 (în colaborare).